# Miota lapponica
Miota lapponica är en stekelart som beskrevs av Wall 1998. Miota lapponica ingår i släktet Miota, och familjen hyllhornsteklar. Arten är reproducerande i Sverige.